# Píñar
Píñar település Spanyolországban, Granada tartományban. Píñar Iznalloz, Guadahortuna, Torre-Cardela, Gobernador, Morelábor és Darro községekkel határos. Lakosainak száma 1060 fő (2024).

## Népesség
A település népessége az elmúlt években az alábbi módon változott:
| Lakosok száma | 1320 | 1249 | 1362 | 1306 | 1299 | 1234 | 1154 | 1138 | 1102 | 1060 |
|               | 2001 | 2004 | 2006 | 2009 | 2011 | 2014 | 2016 | 2019 | 2021 | 2024 |